# Montecchio Precalcino
Montecchio Precalcino (velenceiül Montecio Precalsin) település Olaszországban, Veneto régióban, Vicenza megyében. Lakosainak száma 4938 fő (2023. január 1.). Montecchio Precalcino Dueville, Sarcedo, Villaverla, Breganze és Sandrigo községekkel határos.

## Népesség
A település népességének változása:
| Lakosok száma | 5046 | 5048 | 4938 |
|               | 2017 | 2018 | 2023 |